# Ernest Ludwik (landgraf Hesji-Darmstadt)

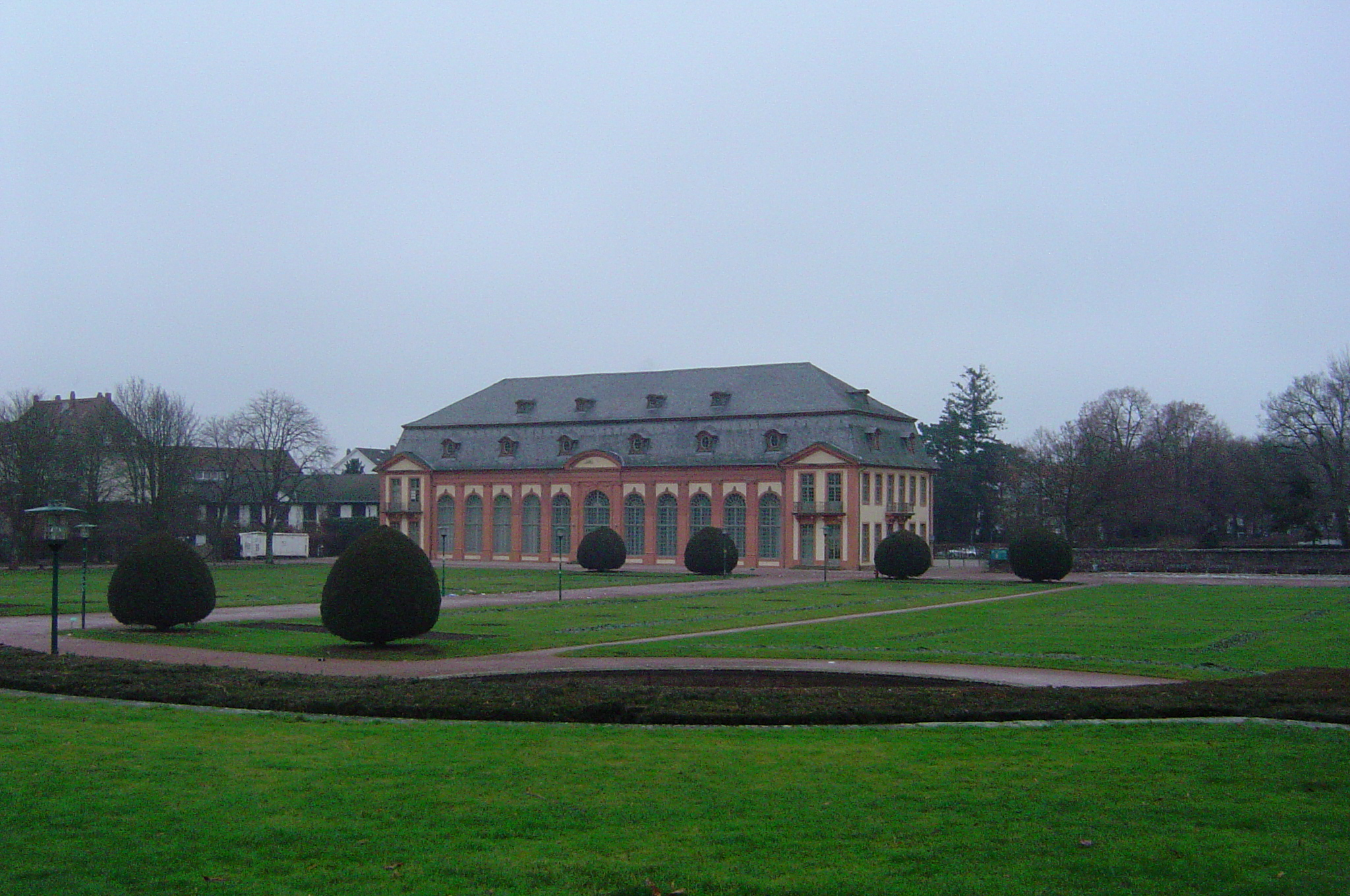
Oranżeria w Darmstadt – fasada południowa

Ernest Ludwik von Hessen-Darmstadt (ur. 15 grudnia 1667 w zamku Friedenstein w Gocie, zm. 12 września 1739 w zamku Jägersburg niedaleko Einhausen) – landgraf Hesji-Darmstadt w latach 1678–1739.

## Życiorys
Jego ojcem był Ludwik VI, a matką Elisabeth Dorothea von Sachsen-Coburg (1640-1709). Tron odziedziczył po przedwczesnej śmierci brata Ludwika VII. Początkowo regencję sprawowała jego matka, aż do jego pełnoletniości w 1688 r.
Dwukrotnie musiał uchodzić z Darmstadt, które w 1691 i 1693 r. spalił gen. Melac na czele wojsk Ludwika XIV, króla Francji.
Po zakończeniu wojny Ernest Ludwik postanowił nie tylko odbudować stolicę ze zniszczeń, lecz także upiększyć ją nowymi budynkami na wzór francuski. W tym celu zatrudnił francuskiego architekta Louisa Remy de la Fosse, z którym współpracował przez wiele lat. De la Fosse zbudował w Darmstadt nową fasadę rodowego zamku (pierwotnie miał zbudować cały nowy zamek) w stylu barokowym, Pałacyk w ogrodzie francuskim na północy miasta i Oranżerię.
Ernest Ludwik był człowiekiem wykształconym, choć nieco na barokową modłę. Interesował się architekturą, muzyką (sam komponował koncerty) i astrologią. Za dodatkową zaletę landgrafa należy uznać fakt tworzenia ministrów z takich specjalistów z zakresu państwa i prawa jak Wilhelm Ludwig von Maskowsky (1675-1731).
W 1709 roku zaczął na jego dworze pracować kompozytor Christoph Graupner jako kapelmistrz. Landgraf poznał go podczas swej wizyty w Hamburgu, gdzie Graupner pracował w Oper am Gänsemarkt. W 1723 chciał on przenieść się do Lipska by ubiegać się o posadę kantora św. Tomasza (wtedy został nim Bach), lecz landgraf nie zwolnił go ze służby.
Ernest-Ludwik zmarł 12 września 1739 roku w zamku Jägersburg niedaleko Darmstadt.

## Potomstwo
Żoną Ernesta-Ludwika była Dorothea Charlotte von Brandenburg-Ansbach (1661–1705), córka Albrechta von Brandenburg-Ansbach (1620–1667). Landgraf miał z nią pięcioro dzieci:
- - Dorothea Sophie (1689-1723), w roku 1710 wyszła za Johanna Friedricha, hr. von Hohenlohe-Öhringen (1683-1765)
  - Ludwik VIII, landgraf Hesji-Darmstadt (1691-1768)
  - Karl Wilhelm (1693-1707)
  - Franz Ernst (1695-1717)
  - Friederike Charlotte (1698-1777), która w 1720 wyszła za Maximiliana von Hessen-Kassel (1689-1753), syna Karola, landgrafa Hesji-Kassel

- Ernest-Ludwik ożenił się powtórnie w 1727 z Luise Sophie von Spiegel, podniesioną do rangi „hrabiny von Eppstein”. Z Luize landgraf miał dwójkę dzieci:

- - Frédérique von Epstein, hrabina von Epstein (1730-1770), w 1764 poślubiła barona Louisa von Pretlack (zmarłego w 1781).
  - Louise von Epstein (1727-1753), hrabina von Epstein

## Literatura
- Darmstadt in der Zeit de Barock und Rokoko, Magistrat der Stadt Darmstadt, 1980, s. 35–36.
- Manfred Knodt, Regenten von Hessen-Darmstadt, Darmstadt 1989.
- Piotr Napierała, Hesja-Darmstadt w XVIII stuleciu. Wielcy władcy małego państwa, Wydawnictwo Naukowe UAM, Poznań 2009.